# Мы отправимся на гору Пэкту (песня)
Мы отправимся на гору Пэкту (кор. 가리라 백두산으로, Гарира Пэктусаныро) — северокорейская песня 2015 года, написанная в честь вождя страны Ким Чен Ына. Песня прославляет поход северокорейского лидера на гору Пэктусан, которая имеет важное символическое значение в корейской мифологии. Официально песня впервые была исполнена ансамблем «Моранбон». Однако исполняется и другими северокорейскими исполнителями. Словенская авангардная группа Laibach записала интерпретацию песни на английском языке и хотела исполнить её во время концерта в Пхеньяне, приуроченном к 90-летию Независимости. Однако власти страны попросили их исключить «Мы отправимся на гору Пэкту» из программы, на что музыканты согласились.

## Текст
| Корейский | Русский перевод |
| --- | --- |
| 1 куплет 봄날에도 가리라 겨울에도 가리라 백두산 백두산 내 마음의 고향에 폭풍에도 굽힘없는 의지를 주고 신념을 벼려주는 혁명의 전구                                                                             | Поеду весной, поеду зимой. Гора Пэкту, гора Пэкту, там, где моё сердце живёт. Дарует нам несгибаемую волю даже в ненастье. Свет революции, который куёт веру. |
| Припев 가리라 가리라 백두산으로 가리라 우리를 부르는 백두산으로 가리라 | Я отправлюсь, отправлюсь, отправлюсь на гору. Мы отправимся на гору Пэкту, которая нас зовёт. |
| 2 куплет 꿈결에도 가리라 그 언제나 가리라 백두산 백두산 내 마음의 고향에 이 땅우에 기적들과 행운을 불러 영웅조선 승리의 길 향도하는 곳 Припев 가리라 가리라 백두산으로 가리라 우리를 부르는 백두산으로 가리라 | Пойду даже во сне, я всегда пойду. Гора Пэкту, гора Пэкту, там, где моё сердце живёт. Принося на эту землю чудеса и удачу, Место, ведущее к героической победе Кореи. Я отправлюсь, отправлюсь, отправлюсь на гору. Мы отправимся на гору Пэкту, которая нас зовёт.                                                                      |
| 3 куплет 한생토록 가리라 대를 이어 가리라 백두산 백두산 내 마음의 고향에 당을 따라 끝까지 갈 영광의 길에 필승의 넋을 주는 태양의 성산 Припев 가리라 가리라 백두산으로 가리라 우리를 부르는 백두산으로 가리라  | Я буду продолжать вечно, я буду передавать из поколения в поколение. Гора Пэкту, гора Пэкту, там, где моё сердце живёт. На пути к славе, который будет сопровождать партию до конца. Священная гора Солнца, которая дарует нам дух победы. Я отправлюсь, отправлюсь, отправлюсь на гору. Мы отправимся на гору Пэкту, которая нас зовёт. |
| | |

## История создания
Музыкальное творчество играет важную роль в культе личности Ким Чен Ына. Так ещё в 2009 году была выпущена песня «Шаги» (кор. 발걸음), посвящённая Ким Чен Иру, авторство которой приписывают самому Ким Чен Ыну. А арест и снятие с должностных постов Чан Сон Тхэка в 2013 году, сопровождались активной трансляцией гимна «Мы будем следовать только за Вами» (кор. 우리는 당신밖에 모른다). Выпуск «Мы отправимся на гору Пэкту», в свою очередь, совпал с предстоящим визитом министра народных Вооруженных сил Хён Ён Чхоля в Москву.
Текст песни «Мы отправимся на гору Пэкту», написанной Ри Джи-сон, был опубликован в газете «Нодон синмун» 20 апреля 2015 года. Текст песни отсылает к восхождению на Пэктусан, возвышенность, которая описывается в северокорейской пропаганде, как «священная гора Солнца, которая дает [людям] дух победы». Восхождение на Пэктусан является регулярным пропагандистским мероприятием, исполняемым Ким Чен Ыном.
Песня была исполнена публично впервые ансамблем «Моранбон» 28 апреля 2015 года. И стала одним из главных хитов 2015 года в Северной Корее. Также песню исполняли Государственный заслуженный хор КНДР и Отряд художественной пропаганды Социалистического союза патриотической молодёжи.

## Версия Laibach
Группа Laibach выпустила собственную интерпретацию песни на английском языке. Группа намеревалась сыграть её на концерте в Северной Корее в рамках празднования Дня освобождения, но северокорейские официальные лица подвергли их цензуре за то, что они изменили песню. Иван Новак рассказал Rolling Stone:
Мы хотели представить три важные и хорошо известные корейские песни: «Досточтимая жизнь и смерть», «Ариран» и «Мы отправимся на гору Пэкту». В конце концов, их цензоры попросили нас убрать «Досточтимую жизнь» и «Гору Пэкту» потому, что мы слишком сильно изменили их по сравнению с оригиналами, а они чрезвычайно чувствительны к своей культуре.
Неприятие, возможно, вызвал обновлённый темп песни. Как рассказал норвежский режиссёр Мортен Тровик, который организовал тур:
И «Досточтимая» и «Гора Пэкту» — песни, которые имеют особое политическое и идеологическое значение в Северной Корее [ … ], когда Лайбах сделали их версии… песни больше не были узнаваемы [цензорами]… Они беспокоились, что аудитория отреагирует негативно и подумает, что Лайбах высмеивает и неуважительно относится к корейской культуре.